# Laue Traberg Smidt
Laue Traberg Smidt (født 30. juli 1944 i Store Heddinge) er en dansk advokat og tidligere folketingsmedlem for Venstre.
Smidt er uddannet cand.jur. fra Københavns Universitet i 1970 og fik beskikkelse som advokat i 1975. Han blev året efter administrerende direktør i Håndværksrådet, men stoppede, da han i 1988 blev valgt til Folketinget for Venstre i Koldingkredsen, hvor han afløste Britta Schall Holberg. Allerede året efter vakte han opsigt ved på grund af Tamilsagen at nægte at stemme for Erik Ninn-Hansens genvalg som formand for Folketinget. Fra 1986 til 1998 var han desuden Tunesiens konsul i Danmark. Han var kun medlem af Folketinget frem til 1990 og var en markant meningsdanner under Tamilsagen, hvor han gik imod Erik Ninn-Hansen.

## Rod i regnskaberne
Efter den politiske karriere blev han i 1990 direktør for den nyetablerede arbejdsgiverorganisation Byggeriets Arbejdsgivere. Han mistede dog jobbet efter et par år som følge af rod i regnskaberne og et for stort repræsentationsforbrug. Han blev senere direktør for designvirksomheden Kontrapunkt og derefter for Dansk Oplysnings Forbund. Da det kom frem, at han som bestyrelsesmedlem i Den Grønne Fond i 1996 havde bevilget 90.000 kr. til et projekt, som hans svigerdatters firma skulle udføre, måtte han trække sig fra posten.
I 1998 blev han generalsekretær i Red Barnet, men mistede jobbet i 2000 grundet sine økonomiske dispositioner. En revisionsrapport viste, at han havde haft repræsentationsudgifter for 650.000 kr., og at anvendelsen af de 255.000 kr. ikke var tilstrækkeligt dokumenteret. Blandt andet havde han brugt 40.000 kr. på diverse natklubber i Paris. Ifølge ham selv for at dokumentere, at børneprostitution var udbredt i den franske hovedstad. Senere viste det sig, at han også havde misbrugt Red Barnets kreditkort til rejser til Sydafrika og Indien, og han måtte derfor tilbagebetale 190.000 kr.. Han blev i 2000 valgt til formand for de skandaleombruste Københavns Ungdomscentre, men måtte forlade posten, da pressen afslørede hans fortid.

## Advokat i modvind
Siden 2000 Traberg Smidt fungeret som advokat i firmaet Advokaterne på Lygten på Nørrebro, hvor også hans søn, Kåre Traberg Smidt, er advokat.
Laue Traberg Smidt arbejder dog fortsat med hjælp til børn i nød. Han har fået hård kritik for gennem foreningen Daphne at hente bortførte børn hjem fra udlandet; i 2001 sørgede han for at få bortførte børn fra Marokko til Danmark. Som advokat har han specialiseret sig i menneskerettigheder og straffesager for etniske mindretal. Han var således i marts 2007 var han den ene af to forsvarere, der fik foreningen al-Aqsa frifundet for en mistanke om at yde støtte til terrorisme, og forsvarede i 2004 yderligtgående muslimers ret til at udstede dødstrusler. Han var desuden forsvarer for lederen af Hizb-ut-Tahrir, der ved Østre Landsret blev dømt for at overtræde racismeparagraffen ved at udsende en løbeseddel.
I 2005 stod han bag en politianmeldelse af DR for at have vist klip fra den omstridte Theo van Gogh- film Submission. Han hævdede først at gøre det på vegne af 20 kendte muslimer, men måtte senere erkende, at det kun var ham selv, der stod bag. Sagen medførte, at Advokatrådet indledte en undersøgelse af, hvorvidt han havde overtrådt reglerne for god advokatskik. Det viste sig dog ikke at være tilfældet.
I 2008 blev han af Københavns Byret idømt en betinget dom på 30 dages fængsel for at have udleveret fortrolige papirer til bandechefen Danny Abdalla, der sad fængslet for narkokriminalitet og var eftersøgt for krigsforbrydelser i hjemlandet Libanon. Anklageren krævede fængsel i tre måneder og frakendelse af retten til at drive advokatvirksomhed. Dommerne frikendte ham imidlertid, da der ikke fandtes nogle af hans fingeraftryk på rapporterne og det derfor kunne have været andre, der stod bag. Traberg Smidt lod sig forsvare af Bjørn Elmquist. Traberg Smidt blev også frikendt for via en sms-besked at have lækket oplysninger fra et lukket retsmøde til en kriminel om at politiet ikke havde kunnet anholde en navngivet mand for et skyderi på Pusher Street på Christiania.
Ligeledes i 2008 undersøgte politiet om han havde brudt sin tavshedspligt ved at sende SMS'er til søsteren til en sigtet, hvilket der ikke var beviser for. Til gengæld tildelte Advokatnævnet ham i 2011 en bøde på 40.000 kr. for brud på god advokatskik, da den sigtede ikke var hans klient, og Laue Traberg Smidt forsøgte at overtale vedkommende til at skifte advokat. Han ankede afgørelsen fra Advokatnævnet til Retten på Frederiksberg, som i 2013 stadfæstede nævnets afgørelse. Bøden på de 40.000 kroner var begrundet med, at Laue Traberg Smidt tre gange tidligere har fået bøder for at optræde i strid med god advokatskik. I november 2013 dømte Advokatnævnet på ny Laue Traberg Smidt, denne gang med en bøde på 80.000 kroner for at opkræve betaling for møder hvor han ikke havde deltaget.